# Огненная саламандра
О́гненная салама́ндра, или пятни́стая салама́ндра, или обыкнове́нная салама́ндра (лат. Salamandra salamandra) — вид животных из рода саламандр отряда хвостатых земноводных. Один из самых известных видов саламандр на территории Европы и самый крупный представитель семейства Salamandridae. Огненные саламандры имеют заметную яркую чёрно-жёлтую окраску. Отличаются большой продолжительностью жизни. Вид впервые был описан в 1758 году шведским натуралистом Карлом Линнеем.

## Распространение
Огненная саламандра обитает в лесах и холмистой местности большей части Западной, Южной и Центральной Европы, а также в северной части Ближнего Востока.
Западная граница ареала захватывает территорию Португалии, восток и север Испании, а также Францию.
Северная граница ареала доходит до севера Германии, и южной части Польши.
Восточная граница достигает территории украинских Карпат, Румынии, Болгарии и Ирана.
Есть данные о небольшой популяции на востоке Турции.
Также ареал включает в себя территории Греции, Венгрии, Италии, Албании, Андорры, Австрии, Швейцарии, Бельгии, Боснии и Герцеговины, Хорватии, Словакии, Чехии, Люксембурга, Северной Македонии, Сербии, Черногории и Израиля .
Вид не встречается на Британских островах.
На территории Украины вид встречается в Закарпатской, Ивано-Франковской, Черновицкой и Львовской областях.

## Описание

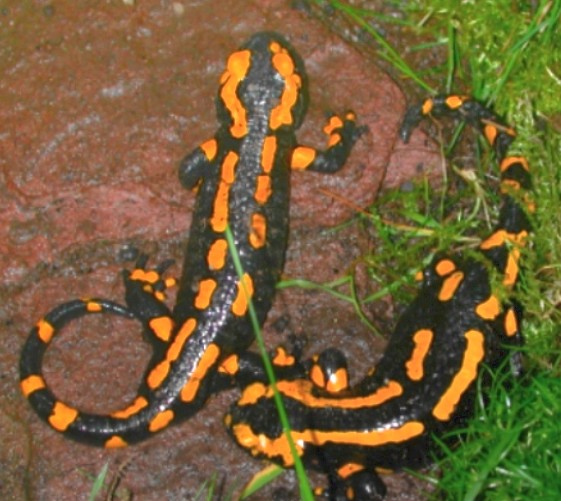
Огненная саламандра, с редкой оранжевой окраской

Взрослые огненные саламандры достигают 23 см в длину, по некоторым данным до 30 см, средняя длина тела — 16—19 см, включая хвост. Длина хвоста составляет меньше половины от общей длины тела. Хвост в поперечном сечении круглой формы, очень подвижный (может шевелить кончиком). Коренастое тело преимущественно окрашено в интенсивно чёрный цвет с жёлтыми или оранжевыми пятнами неправильной формы. Форма и расположение пятен разнообразны и изменчивы. Нередко пятна сливаются и образуют полосы. Часто пятна на голове и лапах симметричны, остальные размещаются вразнобой, но равномерно по телу. Яркая, контрастная окраска саламандры (также называемая апосематической, то есть предупреждающей) служит для предупреждения врагов о том, что их добыча ядовита.
Брюшко обычно чёрное или коричневое, окрашено однотонно, возможны более светлые пятна. Конечности короткие и сильные, без плавательных перепонок. На передних лапах по четыре пальца и по пять — на задних.
Голова саламандры массивная и округлая. Крупные выпуклые глаза полностью чёрного цвета, веки хорошо развиты. Отличить самку от самца можно по более крупным размерам тела, более коротким конечностям и менее выпуклой клоаке. Самки шире.
На голове расположены околоушные железы — паротиды, имеющие альвеолярное строение. Железы вырабатывают яд, по своему виду представляющий собой вязкую жидкость молочного цвета со специфическим запахом миндаля или чеснока. Её основными составляющими являются стероидные алкалоиды самандарин, самандарон, циклонеосамандарон и другие. Всего в яде саламандры содержится 9 сходных по структуре алкалоидов.
Для млекопитающих яд токсичен (средняя летальная доза составляет 20—30 мг/кг для мышей). Яд действует как нейротоксин, вызывает паралич, аритмию и судороги.
Также обладает антибактериальным и антигрибковым действием.
Для саламандры яд служит защитой от хищников и инфекций.
Для человека яд саламандры не представляет опасности, однако попадание яда на слизистые оболочки вызывает жжение.
При сильном стрессе саламандра способна распылять яд на небольшом расстоянии.

## Жизненный цикл

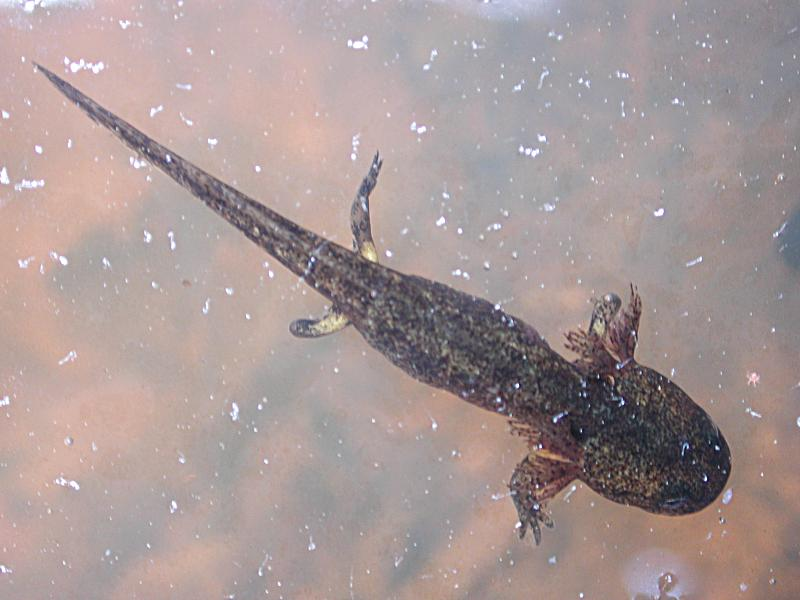
Огненная саламандра, стадия личинки

Процесс размножения огненных саламандр изучен не до конца.
К тому же известны существенные различия в циклах размножения у саламандр данного вида в зависимости от места обитания и его высотой над уровнем моря.
Период размножения обычно начинается ранней весной.
В это время у самца в районе клоаки становится заметнее выпуклая железа, производящая сперматофор.
Два подвида огненных саламандр — S. s. fastuosa и S. s. bernardezi — живородящие животные, самка не откладывает яйца, а производит на свет личинок или, иногда, даже особей, полностью прошедших метаморфоз. Остальные подвиды практикуют яйцеживорождение. Известны редкие случаи (при содержании в неволе), когда самка откладывала яйца, но даже в таких случаях личинки вылупляются очень быстро.
Представители вида достигают половой зрелости в возрасте 3 лет.
Продолжительность жизни в естественной среде до 14 лет, некоторые экземпляры доживали до 50 лет в неволе.

## Образ жизни

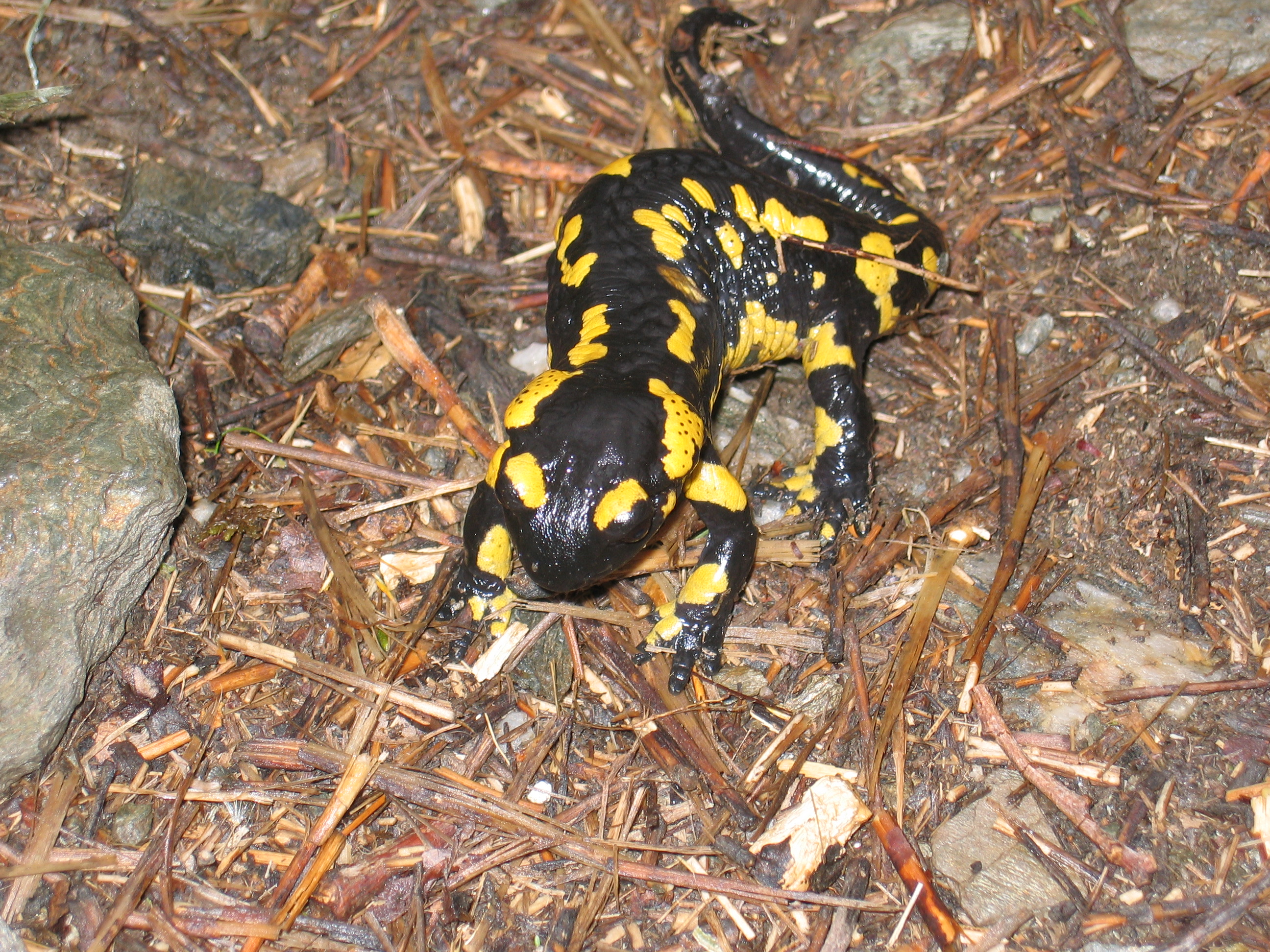
Огненная саламандра в защитной позиции

Огненная саламандра предпочитает лиственные или смешанные леса, предгорные и горные местности, берега рек. В горной местности встречается на высоте до 2 км над уровнем моря. У огненных саламандр замечена достаточно сильная привязанность к определённому постоянному месту обитания.
Ведёт преимущественно ночной и сумеречный образ жизни. Плохо переносит высокие температуры. Избегает солнечных лучей, днём прячется под упавшими деревьями, камнями, в трухлявых пнях, заброшенных норах, во влажных укромных местах. Хотя её конечности не приспособлены к роющим действиям, иногда саламандра самостоятельно роет норы в мягком грунте. В дождливые дни при высокой влажности воздуха (около 90 % и более) может проявлять обычную активность, за что жители украинских Карпат иногда называют её «дождевой ящерицей».
Огненная саламандра — животное малоподвижное, передвигается по земле медленно, её тело при этом слегка изгибается, а хвост свободно волочится.
Плавает плохо (может даже утонуть в глубокой воде), поэтому к водоёмам подходит только в период размножения. Питается различными беспозвоночными: гусеницами бабочек, личинками двукрылых, пауками, слизнями, дождевыми червями, также может употреблять в пищу мелких тритонов и молодых лягушек. Свою добычу саламандра ловит резко бросившись вперёд всем телом, а затем пытается проглотить целиком.
С октября-ноября обычно уходит на зимовку до марта. Зиму проводят спрятавшись под корнями деревьев, под толстым слоем опавших листьев, часто большими группами от двадцати до нескольких сотен экземпляров.
Естественными врагами в природе для саламандр являются змеи (обыкновенный и водяной уж), хищные рыбы, птицы и кабаны.

## Подвиды

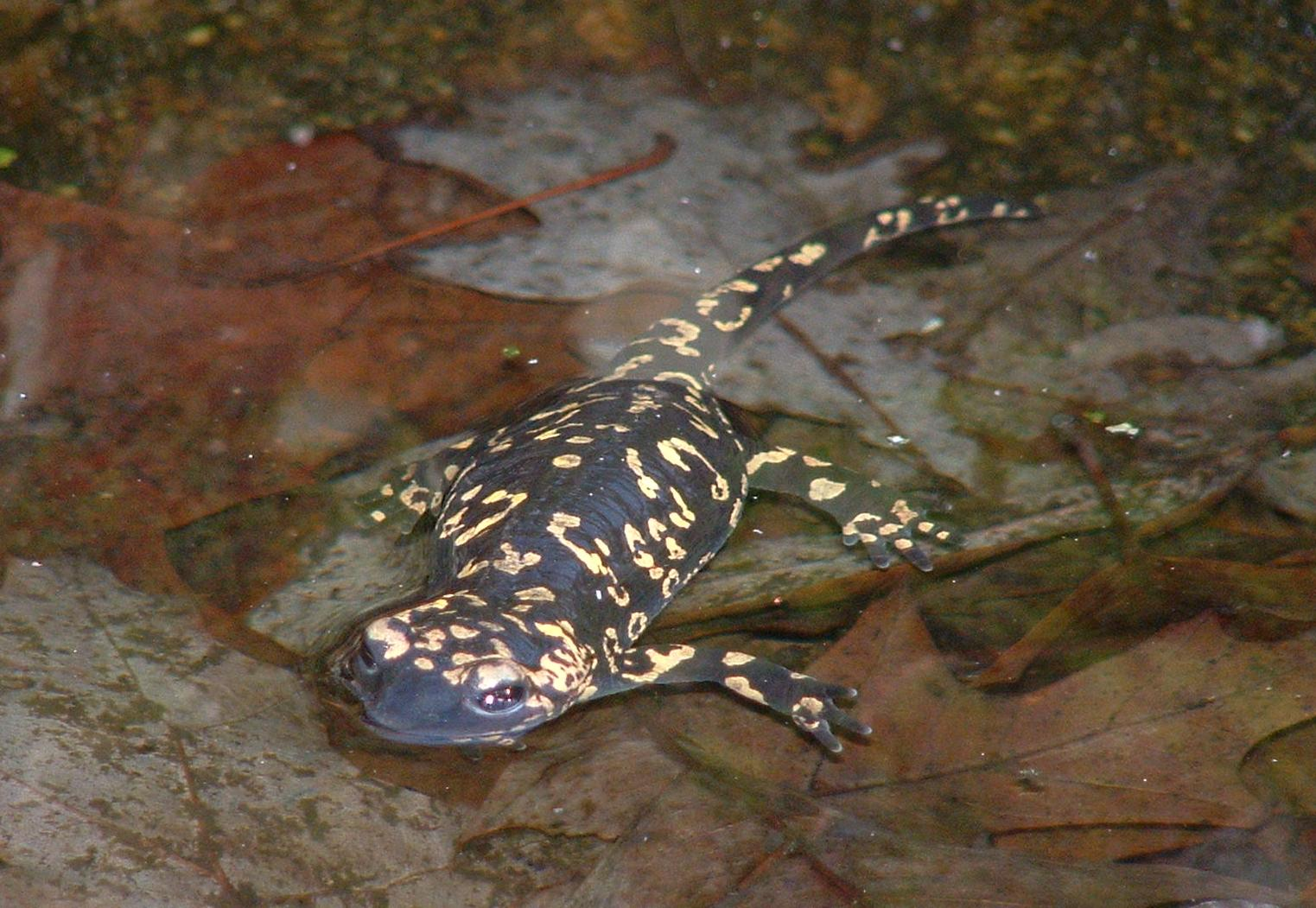
Подвид S. s. gallaica

- Salamandra salamandra salamandra Linneaus, 1758 — номинативный подвид, обитает на территории Балканского полуострова, севера Италии, восточной Германии, на юго-востоке Франции и в Карпатах[13].
- Salamandra salamandra alfredschmidti
- Salamandra salamandra almanzoris Müller and Hellmich, 1935
- Salamandra salamandra bejarae Mertens and Müller, 1940
- Salamandra salamandra bernardezi Gasser, 1978 — встречается в испанской провинции Астурия и на севере Испании.[13]
- Salamandra salamandra beschkovi Obst, 1981
- Salamandra salamandra crespoi Malkmus, 1983
- Salamandra salamandra fastuosa (bonalli) Eiselt, 1958
- Salamandra salamandra galliaca Nikolskii, 1918
- Salamandra salamandra gigliolii Eiselt and Lanza, 1956
- Salamandra salamandra hispanica Mertens and Muller, 1940
- Salamandra salamandra  infraimmaculata
- Salamandra salamandra longirostris Joger and Steinfartz, 1994
- Salamandra salamandra morenica Joger and Steinfartz, 1994
- Salamandra salamandra semenovi
- Salamandra salamandra terrestris Eiselt, 1958 — распространён на территории Франции и западной Германии.[13] Подвид отличается более мелкими средними размерами.[6]

## Охрана
В Международной Красной книге МСОП огненная саламандра имеет статус уязвимого вида (категория VU). Огненная саламандра занесена в Красную книгу Украины и отнесена ко II категории (уязвимые виды). В Европе вид находится под защитой Бернской конвенции по охране европейских видов дикой фауны и их мест обитания, заключённой в 1979 году (указана в приложении III — «Виды животных, подлежащие охране»).

## В культуре
- Огненная саламандра всегда привлекала к себе большое внимание со стороны человека во многом благодаря своему необычному внешнему виду. Известны мифы и легенды связанные с огненной саламандрой, её изображение используется в качестве символики. У древних людей вызывал непонимание факт «появления» саламандры из огня, который в реальности объясняется просто: если люди бросали в костёр влажное бревно, со спрятавшейся в нём от солнца саламандрой, влажное дерево гасило огонь, а сама саламандра выползала наружу.
- В 2003 году на Украине Национальным банком была введена в оборот памятная монета «Саламандра», посвящённая огненной саламандре — единственному виду саламандр, который водится на Украине. Монета изготовлена из золота, её номинал равен двум гривнам[17][18].
- «Саламандра» — Bonus Track с альбома известной российской нео-готик-фолк-певицы Хелависы (Натальи О'Шей) «Люцифераза (Deluxe)», релиз которого состоялся 14 декабря 2018 года.
- «Война с саламандрами» (чеш. Válka s mloky) — научно-фантастический сатирический роман-антиутопия Карела Чапека на чешском языке, написанный в 1936 году. Самое значительное и знаменитое произведение писателя.